# Michela Merlo
Michela Merlo (Albenga, 9 aprile 1986) è un'allenatrice ed ex giocatrice italiana di rugby a 15, a lungo pilone del Colorno con cui si è laureata campionessa nazionale; vanta 12 incontri in nazionale e ha preso parte alla Coppa del Mondo 2021.

## Biografia
Nativa di Albenga ma originaria di Loano, Michela Merlo praticava la pallavolo finché si avvicinò al rugby a 26 anni dopo il trasferimento a Mantova.
Entrata nella squadra locale, con cui vinse una Coppa Italia Seven, passò nel 2016 a Colorno, con cui nel 2018 si aggiudicò lo scudetto.
Nel biennio 2019-21 fu a Calvisano, del quale nel 2020 divenne assistente allenatrice in parallelo al ruolo di giocatrice.
Debuttante in nazionale a 31 anni nell'incontro di Sei Nazioni 2018 contro l'Inghilterra, fa parte delle convocate alla Coppa del Mondo 2021 in Nuova Zelanda, suo ultimo appuntamento agonistico avendo preannunciato il ritiro da giocatrice al termine di tale manifestazione.
Dal 2022 è allenatrice del settore minirugby a Mantova.

## Palmarès
- Campionati italiani: 1
Colorno: 2017-18